# Verdrag van Jassy
Het Verdrag van Jassy (Russisch: Ясский мирный договор; Jasskij mirnyj dogovor), was een verdrag tussen het Russische Rijk en het Ottomaanse Rijk dat de Russisch-Turkse Oorlog van 1787-1792 beëindigde en de Russische heerschappij over de Zwarte Zee bekrachtigde. Het verdrag werd getekend in Jassy in Moldavië (nu Iași in Roemenië).
Het verdrag werd getekend op 9 januari 1792 door grootvizier Koca Joesoef Pasja en prins Alexander Bezborodko (die prins Grigori Potjomkin opvolgde als leider van de Russische delegatie nadat deze was gestorven). Het verdrag erkende de Russische annexatie van het Krim kanaat in 1783 (inclusief de stichting van de stad Sebastopol in 1784) en droeg Jedisan over aan Rusland, waardoor de rivier de Dnjestr de Russisch-Turkse grens werd in Europa, terwijl de Aziatische grens langs de rivier de Koeban onveranderd bleef.

## Achtergrond
De Russen hadden tijdens de oorlog onder andere het onneembaar geachte Turkse fort Izmaïl aan de Donau veroverd onder leiding van generaal Aleksandr Soevorov, waarna het Russische leger verder was opgerukt naar Constantinopel. De Turkse sultan Selim III had geen militaire mogelijkheden meer om de opmars te stuitten en was daardoor gedwongen een vredesverdrag te sluiten.